# 皮皮甘杰
皮皮甘杰（Pipiganj），是印度北方邦Gorakhpur县的一个城镇。总人口11386（2001年）。

## 人口
该地2001年总人口11386人，其中男性5923人，女性5463人；0—6岁人口1826人，其中男953人，女873人；识字率58.26%，其中男性为66.55%，女性为49.26%。